# Mugshot (software)
Mugshot byl komunitní softwarový systém vytvořený a do roku 2009 podporovaný firmou Red Hat.
Na rozdíl od běžných webových stránek je zde komponenta grafického klienta. Je nabízen větší komfort při komunikaci s přáteli. V současnosti[kdy?] je zahrnuta komponenta Web Swarm, která dovolí uživateli sdílet www odkazy a vést o tom diskuze. Komponenta 'Music Radar' zobrazuje, kterou píseň uživatel právě poslouchá a také umožňuje diskutovat. Mnoho vylepšení je plánováno v TV Party.
Mugshot je svobodný software. Velká část klientského kódu je distribuována pod GNU General Public License (GPL). Některé části serverového kódu jsou distribuovány GPL Open Software Licence 3.0 Apache License a MIT License, všechno jsou to svobodné licence.